# Mycalesis suaveolens
Mycalesis suaveolens är en fjärilsart som beskrevs av Wood-mason och De Nicéville 1883. Mycalesis suaveolens ingår i släktet Mycalesis och familjen praktfjärilar. Inga underarter finns listade i Catalogue of Life.